# Capuava (Goiânia)
Capuava é um bairro da Região Oeste da cidade brasileira de Goiânia. É essencialmente residencial, faz divisa a sul com o bairro Esplanada do Anicuns, a leste com o Ipiranga, a norte com o Cândida de Moraes e a oeste com a Vila João Vaz.
O bairro foi fundado na década de 50, dispondo de nenhuma infraestrutura, tendo essencialmente os terrenos e ruas demarcadas. Além do problema, os moradores enfrentaram no passado altos índices de violência na região. 
Porém com o passar dos anos a região desenvolveu-se. Em 2006 com a inauguração de um shopping center no bairro, deu inicio a um desenvolvimento exponencial da região. É possível ver a verticalização e formação de condomínios nas glebas que entornam o bairro.
A localização do Bairro Capuava é importante, tem interligação com a Av. Anhanguera e Avenida Perimentral Norte, próximo ao Terminal Padre Pelágio e a GO-070.
Segundo dados do Instituto Brasileiro de Geografia e Estatística (IBGE), divulgados pela prefeitura, no Censo 2010 a população do Capuava era de 8 165 pessoas.